# Князевое
Князевое — деревня в Наро-Фоминском районе Московской области, входит в состав сельского поселения Волчёнковское. Численность постоянного населения по Всероссийской переписи 2010 года — 17 человек. До 2006 года Князевое входило в состав Афанасьевского сельского округа.
Деревня расположена в юго-западной части района, на левом берегу реки Исьма (приток Протвы), примерно в 14 км к юго-востоку от города Верея, высота центра над уровнем моря 175 м. Ближайшие населённые пункты — Спасс-Косицы и Секирино — в 2 км на запад.